# Béla Guttmann
Béla Guttmann (Budapeste, 27 de janeiro de 1899— Viena, 28 de agosto de 1981) foi um treinador e futebolista húngaro de origem judaica que atuou como zagueiro. Em 2019 figurou na 20.ª posição da lista "Os 50 maiores treinadores de futebol de todos os tempos", da revista francesa France Football. Guttmann é considerado ser o descobridor do astro do futebol português Eusébio.

## Infância e Juventude
Nascido em 1899 em Budapeste, na época capital da província húngara do Império Austro-Húngaro, Guttmann nasceu em uma família judia, seus pais Abraham e Ester, bailarinos de profissão, educaram musicalmente o filho desde pequeno, que ainda muito novo também se dedicou a dança.
Durante sua adolescência apaixonou-se também pelo futebol, um esporte recém chegado na Europa central proveniente de Inglaterra. Seus pais insistiram para que ele prosseguisse na dança, e aos dezesseis anos já era professor de dança clássica, mas em 1917 a paixão pelo futebol o levou a abandonar a dança, começando a jogar no Törekvés, onde se tornou profissional.
Durante a Segunda Guerra Mundial, foi deportado pelos nazis para um campo de trabalhos forçados, onde foi torturado. Sobreviveu ao Holocausto.

## Carreira

### Treinador
Como treinador do Honvéd, enfrentou Puskás pela substituição de um jogador, tendo nos balneários anunciado a sua renúncia. O seu estilo ofensivo reinou nas duas décadas de 1950 e de 1960, em vários países, clubes e em dois continentes.
Depois da sua saída da Hungria, torna o Sportclub Enschede neerlandês (agora FC Twente) campeão.
Assim que chega, leva o AC Milan à vitória no campeonato em 1954-55.
No ano seguinte, vai para o futebol uruguaio, e é campeão com o Peñarol.
Em 1957, faz outra mudança, desta vez no Brasil, com o São Paulo Futebol Clube. Lá, Béla Guttmann põe uma condição: contratar Zizinho, "Mestre Ziza", 35 anos, o jogador que encarnou o "futebol arte" no Brasil, o modelo e ídolo de Pelé, tendo-se tornado, uma vez mais, campeão.
De regresso à Europa, o destino foi Portugal, primeiro no Porto, onde também foi campeão, e depois para um dos "grandes" de Lisboa, o Benfica onde se senta ao lado do técnico brasileiro do São Paulo, José Carlos Bauer, ex-jogador dos Mundiais de 1950 e 1954. Este conta-lhe que viu uma grande promessa em Lourenço Marques, Moçambique. Béla Guttmann manda um emissário e em dias, no final de 1960, Eusébio da Silva Ferreira chega a Lisboa.
Final do Torneio de Paris, 1961. Béla Guttmann, desespera na final contra o Santos de Pelé, que vence por 3-0 no intervalo. A 20 minutos do final, coloca para jogar o Pantera Negra, Eusébio, que marca três golos seguidos. Guttmann dizia a Eusébio e aos seus outros jogadores: "Metamos três golos e já veremos". Este marca então três golos na partida, vencendo o Santos o prestigioso torneio por 6 a 3. O Jornal France Football titula "Eusébio 3 - Pelé 2". Béla Guttmann e Eusébio, à parte de ganharem os campeonatos portugueses, fariam do Benfica uma das melhores equipas da Europa na década de 1960. Foi o apogeu e o final feliz da grande história de Béla Guttmann.
Segundo o jornalista brasileiro Fabio Lima, ele tinha uma regra para sua carreira de treinador: nunca ficava mais de três anos numa equipe, pois considerava que este era o tempo antes de seus jogadores se desgastarem e perderem a motivação.

## A "Maldição"
Existe, como mito urbano, a história de uma alegada maldição, lançada pelo treinador em 1962, depois de ter conquistado duas Taças dos Campeões Europeus. Supostamente, teria pedido um aumento, que lhe foi negado. A razão pela qual se dizia que Guttmann saíra de forma tão abrupta de Lisboa teve tudo a ver com a recusa da direção do Benfica em aceitar lhe pagar uma bonificação pela conquista da Copa Europeia duas vezes seguidas. Teorias afirmam que ele declarou em uma entrevista que precisaria de 100 anos para o Benfica conquistar novamente duas vezes uma taça continental. Qualquer que seja a versão que você queira acreditar, todas as previsões de Guttmann - verdadeiras ou ficção - se tornaram realidade. A dívida nunca foi paga e o sucesso europeu abandonou o clube desde então. Ao despedir-se, teria lançado uma maldição, onde o clube não mais viria, "nem nos próximos cem anos" a ganhar títulos europeus. 
Contudo, estas informações são totalmente falsas, enfatizadas, desde então, pela comunicação social. Na verdade, o treinador afirmou mesmo, em 1963: "O Benfica, nesta altura, está bem servido e não precisa de mim. Vai ganhar o Campeonato Nacional e voltará a ser campeão da Europa."A 28 de fevereiro de 2014, o Benfica inaugurou na porta 18 do Estádio da Luz uma estátua de bronze de Béla Guttmann com dois metros da autoria do escultor húngaro Szatmari Juhos Laszlo. O objetivo simbólico seria, pelo que se disse, de "quebrar" a "maldição" lançada pelo ex-treinador húngaro. No entanto, sempre se manteve, respeitosamente, a ideia de que não existia qualquer maldição, mesmo com as derrotas nas duas finais da Liga Europa, a 15 de maio de 2013 e 14 de Maio de 2014, respectivamente contra o Chelsea e o Sevilla.

## Títulos
| MTK Budapest FC - Campeonato Húngaro: 1919-20, 1920-21 Hakoah Vienna - Campeonato Austríaco: 1924–25 New York Hakoah - U.S. Open Cup: 1929 | Újpest FC - Campeonato Húngaro: 1938-39, 1946-47 - Mitropa Cup: 1939 São Paulo FC - Campeonato Paulista: 1957 FC Porto - Campeonato Português: 1958-59 Benfica - Campeonato Português: 1959-60, 1960-61 - Taça de Portugal: 1961-62 - Taça dos Campeões Europeus: 1960-61, 1961-62 Individual - 9º Melhor Treinador de Todos os Tempos da World Soccer: 2013 - 16º Melhor Treinador de Todos os Tempos da ESPN: 2013 - 20º Melhor Treinador de Todos os Tempos da France Football: 2019 |